# Anton Zois
Anton baron Zois pl. Edelstein, kranjski veleposestnik, politik in filantrop, * 22. julij 1808, Ljubljana, † 9. maj 1873, Ljubljana, pokopan v Predosljah.

## Življenje in delo
Anton Zois je bil sin barona Karla in Serafine, rojene grofice Aichelburg. Leta 1836 je po smrti očeta Karla podedoval fidejkomis Brdo. Odlikovan je bil  z redom viteza železne krone III. razreda.
Od leta 1861 do 1869 je bil poslanec v kranjskem deželnem zboru. Najprej kot predstavnik veleposestnikov, po letu 1867 pa kot poslanec v kmečki kuriji. Zaradi bolezni je leta 1869 odstopil. Po ustanovitvi občin na Kranjskem je bil leta 1851 izvoljen za prvega župana občine Predoslje. Župan je bil do leta 1862. V tem času je dal sezidati novo šolo.
Znan je bil kot velik humanist in filantrop. V domačem kraju je podpiral šolarje, širil knjige Mohorjeve družbe (revnim jih je sam plačeval), bil je sploh velik podpornik revežev in predoseljske cerkve. Podpiral je tudi narodna društva v Ljubljani. Narodni čitalnici je ob ustanovitvi podaril 5.000 goldinarjev. Na ustanovni seji Slovenske matice leta 1864 je bil soglasno izvoljen za prvega predsednika. Tej časti se je kmalu odpovedal, ostal pa je do zadnjega njen odbornik in se je redno udeleževal sej. Od 1837 je bil član Kmetijske družbe, kmete je učil umnega kmetovanja, npr. pridelovanja koruze.
V oporoki je zapustil velik znesek Narodni čitalnici v Ljubljani ter revežem predoseljske in šentjakobske župnije v Ljubljani, od koder je bila doma njegova soproga Katarina Schwarzenberg. Nagrobni napis mu je sestavil Janez Bleiweis.